# Cylindromyia anthracina
Cylindromyia anthracina är en tvåvingeart som beskrevs av Guimaraes 1976. Cylindromyia anthracina ingår i släktet Cylindromyia och familjen parasitflugor. Inga underarter finns listade i Catalogue of Life.